# 東中浜
東中浜（ひがしなかはま）は、大阪府大阪市城東区にある町名。現行行政地名は東中浜一丁目から東中浜九丁目。

## 地理
城東区の南部に位置し、東に永田、西に中浜、北の西側に鴫野東、東側に天王田、南の西側に東成区中本、西側に東成区東今里と接している。

### 河川
- 第二寝屋川

## 世帯数と人口
2019年（平成31年）3月31日現在の世帯数と人口は以下の通りである。
| 丁目         | 世帯数    | 人口     |
| ------------ | --------- | -------- |
| 東中浜一丁目 | 529世帯   | 950人    |
| 東中浜二丁目 | 943世帯   | 1,896人  |
| 東中浜三丁目 | 865世帯   | 1,637人  |
| 東中浜四丁目 | 274世帯   | 657人    |
| 東中浜五丁目 | 449世帯   | 971人    |
| 東中浜六丁目 | 804世帯   | 1,495人  |
| 東中浜七丁目 | 127世帯   | 341人    |
| 東中浜八丁目 | 821世帯   | 2,062人  |
| 東中浜九丁目 | 684世帯   | 1,255人  |
| 計           | 5,496世帯 | 11,264人 |

### 人口の変遷
国勢調査による人口の推移。
| 1995年（平成7年）  | 11,066人 | [ 5 ] |  |
| 2000年（平成12年） | 10,635人 | [ 6 ] |  |
| 2005年（平成17年） | 10,277人 | [ 7 ] |  |
| 2010年（平成22年） | 11,226人 | [ 8 ] |  |
| 2015年（平成27年） | 10,811人 | [ 9 ] |  |

### 世帯数の変遷
国勢調査による世帯数の推移。
| 1995年（平成7年）  | 4,404世帯 | [ 5 ] |  |
| 2000年（平成12年） | 4,489世帯 | [ 6 ] |  |
| 2005年（平成17年） | 4,456世帯 | [ 7 ] |  |
| 2010年（平成22年） | 4,935世帯 | [ 8 ] |  |
| 2015年（平成27年） | 4,717世帯 | [ 9 ] |  |

## 学区
市立小・中学校に通う場合、学区は以下の通りとなる。なお、小学校・中学校入学時に学校選択制度を導入しており、通学区域以外に城東区の小学校・中学校から選択することも可能。
| 丁目         | 番             | 小学校               | 中学校             |
| ------------ | -------------- | -------------------- | ------------------ |
| 東中浜一丁目 | 1～2番 6～12番 | 大阪市立城東小学校   | 大阪市立城陽中学校 |
| 東中浜一丁目 | 3～5番 13番    | 大阪市立東中浜小学校 | 大阪市立城東中学校 |
| 東中浜二丁目 | 全域           | 大阪市立東中浜小学校 | 大阪市立城東中学校 |
| 東中浜三丁目 | 全域           | 大阪市立東中浜小学校 | 大阪市立城東中学校 |
| 東中浜四丁目 | 全域           | 大阪市立城東小学校   | 大阪市立城陽中学校 |
| 東中浜五丁目 | 全域           | 大阪市立東中浜小学校 | 大阪市立城東中学校 |
| 東中浜六丁目 | 全域           | 大阪市立東中浜小学校 | 大阪市立城東中学校 |
| 東中浜七丁目 | 全域           | 大阪市立城東小学校   | 大阪市立城陽中学校 |
| 東中浜八丁目 | 全域           | 大阪市立東中浜小学校 | 大阪市立城東中学校 |
| 東中浜九丁目 | 全域           | 大阪市立東中浜小学校 | 大阪市立城東中学校 |

## 事業所
2016年（平成28年）現在の経済センサス調査による事業所数と従業員数は以下の通りである。
| 丁目         | 事業所数  | 従業員数 |
| ------------ | --------- | -------- |
| 東中浜一丁目 | 65事業所  | 716人    |
| 東中浜二丁目 | 69事業所  | 346人    |
| 東中浜三丁目 | 88事業所  | 325人    |
| 東中浜四丁目 | 25事業所  | 270人    |
| 東中浜五丁目 | 34事業所  | 244人    |
| 東中浜六丁目 | 56事業所  | 381人    |
| 東中浜七丁目 | 41事業所  | 414人    |
| 東中浜八丁目 | 35事業所  | 290人    |
| 東中浜九丁目 | 62事業所  | 566人    |
| 計           | 475事業所 | 3,552人  |

## 交通
- 今里筋

## 施設
- 大阪市立東中浜小学校
- 生活協同組合おおさかパルコープ 東中浜店
- 大阪市消防局 城東消防署 中浜出張所

## その他

### 日本郵便
- 〒536-0023[3]（集配局：大阪城東郵便局[13]）